# Альбін Еггер-Лінц
Альбін Еггер-Лінц (нім. Albin Egger-Lienz; 29 січня 1868, Штрібах, біля Лієнца, Східний Тіроль — 4 листопада 1926, Св. Юстина, біля Больцано, Південний Тіроль) — австрійський живописець.

## Біографія

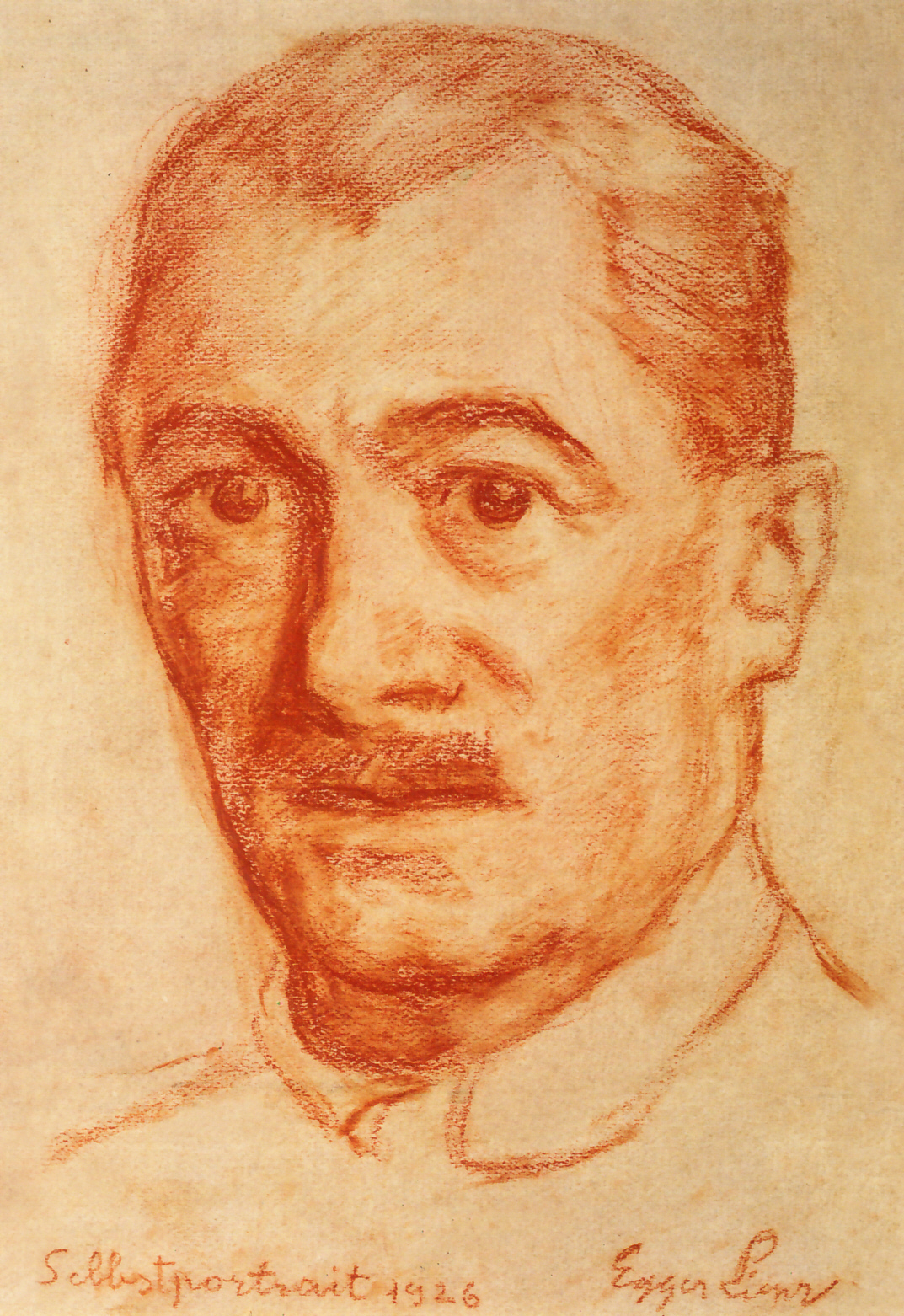
Албін Еггер-Лінц. «Автопортрет», 1926

Народився 29 січня 1868 року у містечку Штрібах/Дельзах поблизу Лієнца, Східний Тіроль. Був позашлюбною дитиною Марії Троєр та Георга Еггера; хрещений при народженні як Інгенуїн Альбуїн Троєр. У 1877 році взяв прізвище батька. У 1881 році привернув до себе увагу лієнцького художника Гуго Енгля, друга батька, який почав його підтримувати.
У 1884—1893 роках навчався в Академії красних мистецтв у Мюнхені із Карлом Рауппом, Габріелем фон Геклем та Вільгельмом фон Лінденшмітом молодшим. Тоді ж художник познайомився із Францом Дефреггером, який сильно вплинув на нього. Подружився із Едуардом Тені та Міхаелем Дзено Дімером. У 1891 році відбулась перша виставка робіт у Гласпаласт у Мюнхені. З цього часу художник почав іменувати себе Еггер-Лінц.
У 1893—1899 роках працював незалежним художником у Мюнхені та Східному Тіролі. У 1899 році одружився з Лаурою Еггер-Мелльвальд. У жовтні того ж року переїхав до Відня, свого постійного місця проживання. У 1900 році став членом товариства Кюнстлергаусу (Віденського товариства художників) та одним із членів-засновників художньої групи Гагенбунд (утвореної 1899 року). Того ж року взяв участь у Всесвітній виставці у Парижі, де отримав бронзову медаль за картину «Благословення поля».
У 1901 році за картину «Хрест» (1898—1901) нагороджений Великою золотою державною медаллю; Еггер-Лінц вважається перспективним кандидатом на посаду професора Академії образотворчих мистецтв у Відні. Відбулась меморіальна виставка Джованні Сегантіні із 15 роботами Огюста Родена у павільйоні Сецесіону. У 1902—1905 роках давав приватні уроки у своїй студії. У 1903 році відкрив приватну художню школа для жінок. Отримав імперську нагороду за картину «Після підписання миру»; картина була придбана щойно відкритою Сучасною галерею у Нижньому Бельведері. Того ж року у віденському Сецесіоні вперше пройшла виставка Франца Метцнера.
У 1904 році у Сецесіоні пройшла виставка Фердінанда Годлера, в якій було представлено 31 роботу. У 1906 році отримав нагороду Райхеля за картину «Паломники». Нагороджений за державне замовлення за перший варіант картини «Пляска смерті дев'ятого року», щоб відзначити святкування сторіччя Тірольских визвольних воєн. Того ж року відбулась головна виставка робіт Константена Меньє у Гагенбунді. У 1907 році із картиною «Паломники» взяв участь у Міжнародній виставці мистецтва та садівництва у Маннгеймі; картина була придбана маннгеймським Кунстгалле.
У 1909 році Еггер-Лінц став членом віденського Сецесіону; завершив картину «Гаспінгер дев'ятого року» для муніципалітету Св. Мартіна у Гсізі. У 1910 році втручання ерцгерцога Франца Фердинада не дозволило йому стати професором Академії образотворчих мистецтв; того ж року він залишив Сецесіон. У 1911 році залишив Відень та переїхав до м. Галль-ін-Тіроль. У 1912 році обраний професором Великогерцогзької художньої школи у Веймарі; з 12 картинами взяв участь у Спеціальній виставці монументально-декоративного мистецтва на Великій виставці мистецтва у Дрездені.